# Polski Komitet Energii Elektrycznej
Polski Komitet Energii Elektrycznej (PKEE) – polskie stowarzyszenie sektora elektroenergetycznego, którego działalność skupiona jest na zagadnieniach związanych z funkcjonowaniem branży elektroenergetycznej w nowoczesnej gospodarce rynkowej. Członkami wspierającymi PKEE są zarówno największe polskie firmy energetyczne, jak i wiodące organizacje działające w branży.
Głównym lobbystą organizacji na szczeblu europejskim i dyrektorem jej biura w Brukseli był od 2018 Witold d'Humilly de Chevilly, od 2020 dyrektor wykonawczy think tanku New Direction, zaangażowany w koordynację działań skrajnej prawicy na szczeblu europejskim.

## Członkowie
Polski Komitet Energii Elektrycznej liczy około 100 członków zwyczajnych i 7 członków wspierających, wśród nich są m.in.:
- PGE Polska Grupa Energetyczna SA
- Tauron Polska Energia S.A.
- Enea S.A.
- ENERGA S.A.
- Polskie Towarzystwo Elektrociepłowni Zawodowych – PTEZ
- Towarzystwo Gospodarcze Polskie Elektrownie – TGPE
- Polskie Towarzystwo Przesyłu i Rozdziału Energii Elektrycznej – PTPiREE